# Fathia Nkrumah
Fathia Nkrumah, née Fathia Rizk (arabe : فتحية رزق) le 22 février 1932 au Caire et morte dans la même ville le 31 mai 2007, est l'épouse d'origine égyptienne de Kwame Nkrumah, le premier président du Ghana.
Fathia Nkrumah est née et a grandi à Zeitoun, un district du Caire au sein d'une famille copte. C'était la troisième fille d'un fonctionnaire mort durant l'enfance de Fathia Nkrumah. Elle fut élevée par sa mère devenue veuve.

## Mariage
Après avoir terminé ses études, elle travaille en tant que professeur dans son école, Notre Dame des Apôtres. Ne se sentant pas de vocation pour le professorat, elle devient ensuite employée de banque. C'est à cette époque que Kwame Nkrumah la demande en mariage. Sa mère est réticente à voir un autre de ses enfants se marier à un étranger et quitter le pays, le frère de Fathia ayant déjà émigré avec sa femme anglaise. Fathia tente de lui expliquer que Nkrumah est un héros de la lutte anticoloniale tout comme Nasser. Sa mère refuse malgré cela de lui parler et de lui donner sa bénédiction avant le mariage. Nkrumah convole avec sa fiancée égyptienne le soir de leur arrivée au Ghana, la nuit de la Saint-Sylvestre 1957-1958.

## Départ du Ghana
Fathia Nkrumah est une très jeune épouse et mère de trois enfants en bas âge lorsque son mari est renversé lors d'un coup d'État militaire le 14 février 1966. Elle doit repartir pour le Caire en Égypte afin d'y élever ses enfants tandis que son mari part en exil.

## Mort
Fathia Nkrumah meurt le 31 mai 2007 au Caire à la suite d'une attaque consécutive à une période de maladie
Une messe est donnée en son honneur en la Cathédrale Saint-Marc du Caire par le pape Chenouda III d'Alexandrie et elle est enterrée aux côtés de son mari au Ghana selon les souhaits du président du Ghana John Kufuor.